# Qamar Javed Bajwa
Le général Qamar Javed Bajwa (ourdou : قمر جاوید باجوہ), né le 11 novembre 1960 à Karachi, est un militaire pakistanais. Il prend la tête des forces armées de son pays le 29 novembre 2016, lorsqu'il succède à Raheel Sharif en devenant le 16e chef de la junte.
En 2018, le magazine Forbes le classe 68e personnalité la plus influente au monde, et la première dans son pays, devant les dirigeants civils. 

## Jeunesse et éducation
Qamar Javed Bajwa est né le 11 novembre 1960 à Karachi, dans la province du Sind. Il est issu d'une famille de militaires originaires de Ghakar, dans le nord de la province du Pendjab. Son père a été officier et son beau-père major général,.

## Carrière militaire

### Ascension
Qamar Javed Bajwa fait des études militaires au Pakistan, en intégrant l'Académie militaire d'Abbottabad en 1978, puis au Canada et aux États-Unis. Il rejoint en 1980 le 16e régiment baloutche puis le régiment du Sind deux ans plus tard. Il sert aussi notamment au sein du X Corps, basé à Rawalpindi et souvent lié au conflit du Cachemire. Gravissant les échelons militaires, il est notamment commandant de brigade en 2007 au sein de la mission de l'ONU au Congo. Il devient major-général en 2009, puis lieutenant-général en 2013. L'année suivante, il prend le commandement du régiment baloutche. En 2015, Bajwa est nommé inspecteur-général chargé de la formation, affecté au quartier-général de l'armée à Rawalpindi. Il est alors directement subordonné au chef de l'armée Raheel Sharif.

### Chef de l'armée

#### Nomination

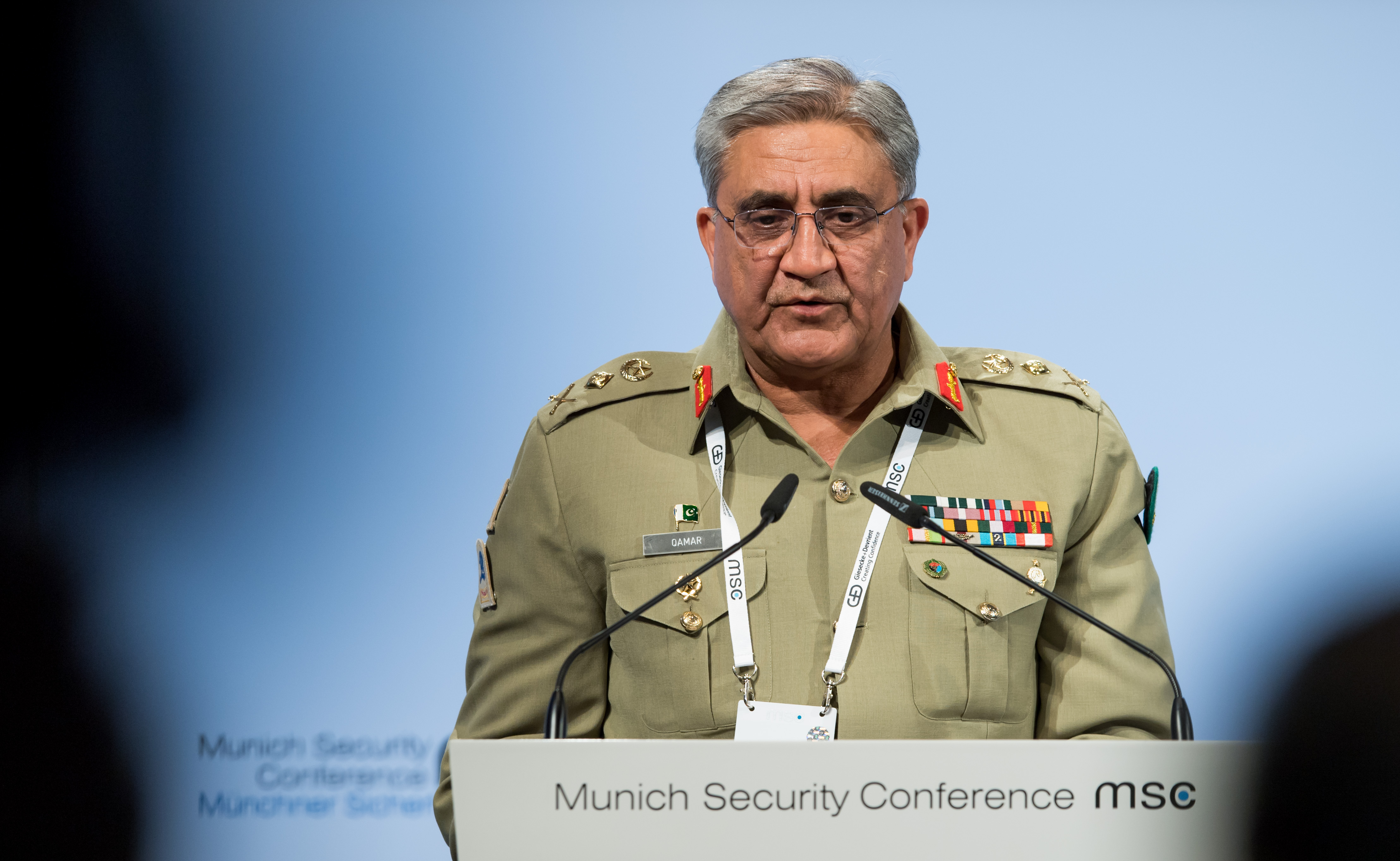
Le général Bajwa lors de la conférence de Munich sur la sécurité, en 2018.

Il est nommé à la tête de l'armée pakistanaise le 27 novembre 2016, en remplacement de Raheel Sharif qui n'a pas été reconduit dans ses fonctions malgré sa popularité. Il prend son poste trois jours plus tard. Il a été choisi par le Premier ministre Nawaz Sharif et promu par le président Mamnoon Hussain. Il est vu comme un « pro-démocratie » qui ne cherche pas à renverser le pouvoir civil. On considère aussi que, à ses yeux, la guerre contre les insurgés islamistes est prioritaire par rapport aux tensions avec l'Inde, avec laquelle le Pakistan est par ailleurs en confrontation au moment de sa nomination,. Bajwa est du reste vu comme un spécialiste de la question du Cachemire.

#### Ingérence politique
À l'instar de ses prédécesseurs, le général Bajwa est accusé d'ingérence dans la vie politique du pays. Au moment de sa prise de fonction, l'armée est largement vue comme l'artisane des divisions du Mouvement Muttahida Qaumi à Karachi, dans le but d'exclure Altaf Hussain de la politique locale. Bajwa est également accusé d'avoir isolé le parti au pouvoir, la Ligue musulmane du Pakistan (N), et d'avoir favorisé la victoire de son rival, le Mouvement du Pakistan pour la justice lors des élections législatives de 2018. Le Parti baloutche Awami créé en mars 2018 est également vu comme un produit de l'armée, visant à contrer les partis autonomistes du Baloutchistan.

#### Prolongation

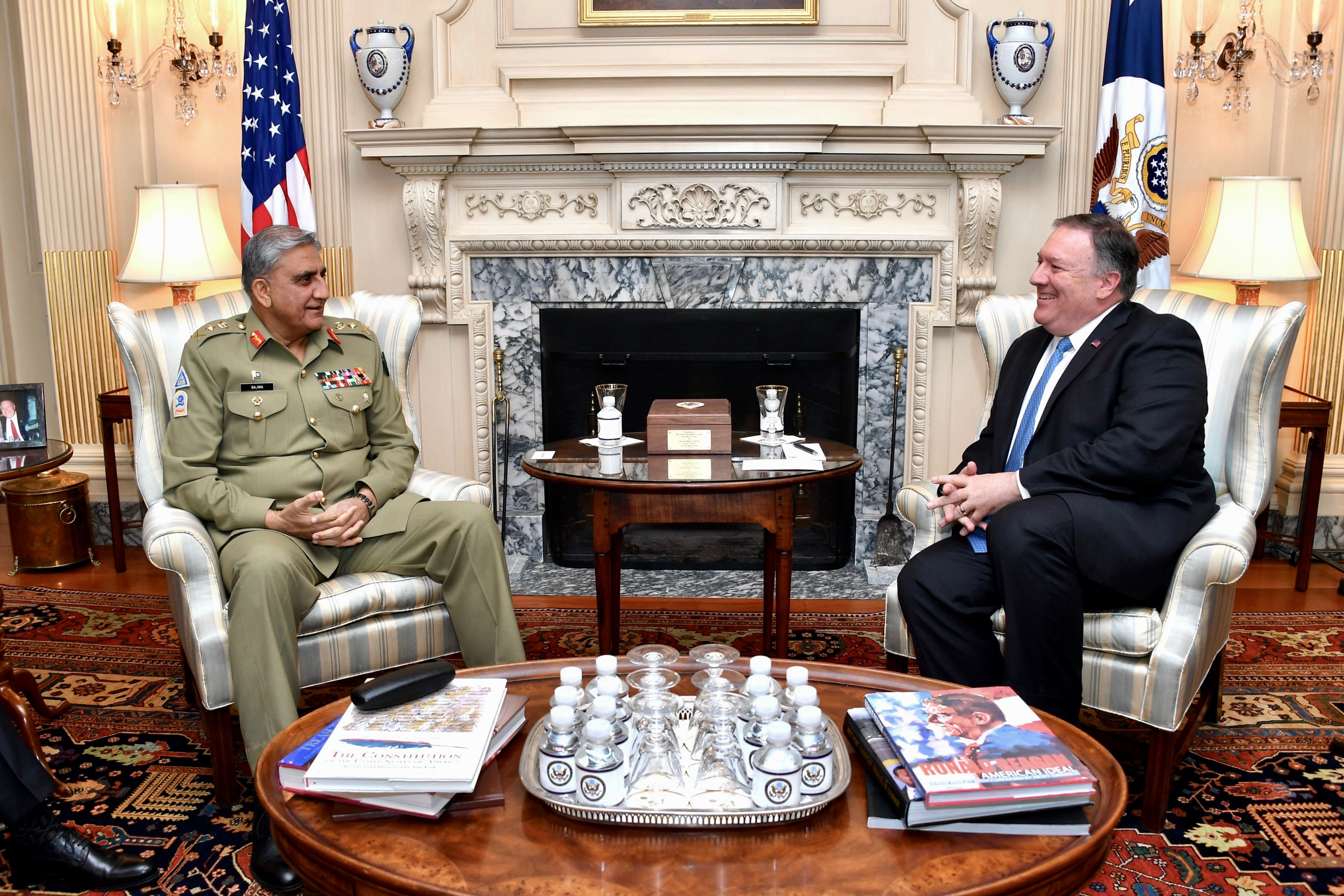
Le général Bajwa s'entretient avec le secrétaire d'État Mike Pompeo, en juillet 2019.

Alors que ses fonctions étaient censées prendre fin en novembre 2019, Bajwa est reconduit à son poste pour trois nouvelles années par le Premier ministre Imran Khan en raison de « l’environnement sécuritaire régional », allusion notamment à la confrontation indo-pakistanaise de 2019. La décision traduirait surtout une bonne relation entre le gouvernement et le pouvoir militaire, chacun soutenant l'autre dans son domaine réservé.
Toutefois, la Cour suprême censure cette prolongation le 28 novembre, en s'appuyant sur l'absence de base légale, et elle prolonge les fonctions du général pour six mois, accordant ainsi un délai pour que le Parlement vote une loi précisant la nomination et les possibles prolongation de la fonction de chef de l'armée. Cette loi, rapidement adoptée par le Sénat le 8 janvier 2020, fixe l'âge de retraite du chef de l'armée à 64 ans en donnant un pouvoir discrétionnaire au Premier ministre pour décider de son maintien jusqu'à cet âge, donc jusqu'en novembre 2024 pour Bajwa. 

### Accusations de corruption
En novembre 2022, le site FactFocus publie des révélations concernant la famille du général Bajwa qui montre un enrichissement considérable depuis sa nomination en 2016. En l’espace de six ans, elle aurait accumulé des actifs d’une valeur de 12,7 milliards de roupies (55 millions d’euros), en achetant des propriétés au Pakistan et à l’étranger, dans l’immobilier, le commerce, l’agriculture, et des parts dans une entreprise pétrolière basée à Dubaï. 
À la suite de ces révélations, le gouvernement de Shehbaz Sharif ordonne aussitôt le blocage du site FactFocus et l’ouverture d’une enquête sur cette « fuite illégale et injustifiée d’informations fiscales ». L’ex-premier ministre Imran Khan appelle pour sa part à une manifestation de protestation devant le QG de l’armée.